# ویکرز وایلدبیست
ویکرز وایلدبیست  (به انگلیسی: Vickers_Vildebeest) یک هواگرد از نوع اژدرافکن ساخت شرکت Vickers است. هواگرد وایلدبیست نخستین پروازش را در ۱۹۲۸ میلادی انجام داد. این هواگرد در سال ۱۹۳۳ میلادی رسماً معرفی گردید. در مجموع، تعداد 209 فروند از این هواگرد ساخته شده‌است.